# Spirographa
Spirographa är ett släkte av svampar som beskrevs av Alexander Zahlbruckner. Spirographa ingår i ordningen disksvampar, klassen Leotiomycetes, divisionen sporsäcksvampar och riket svampar.
Släktet innehåller bara arten Spirographa fusisporella.